# ザ・ベスト (小泉今日子のアルバム)
『ザ・ベスト』は小泉今日子の2作目のベスト・アルバム。1986年12月16日にビクター音楽産業から発売された。

## 解説
『Celebration』以来2年ぶりのベスト・アルバムは、小泉今日子名義として発売された「私の16才」〜「夜明けのMEW」の16曲で構成されている。
全収録曲がシングル表題曲のアルバムは本作が初。更に本作のLP盤は小泉唯一の2枚組となっている。
CD版歌詞ブックレット最終頁に、オールナイトニッポン「全国縦断X'masスペシャルクイズ」応募券が封入。

## 収録曲

### RECORD 1
- SIDE-A (SJV-5084)

1. 私の16才
  - 1stシングル。原曲は1979年発売の森まどか「ねぇ・ねぇ・ねぇ」。
2. 素敵なラブリーボーイ
  - 2ndシングル。原曲は1975年発売の林寛子の同名曲。
3. ひとり街角
  - 3rdシングル。シングル初のオリジナル曲
4. 春風の誘惑
  - 4thシングル。

- SIDE-B(SJV-5084)

1. まっ赤な女の子
  - 5thシングル。
2. 半分少女
  - 6thシングル。
3. 艶姿ナミダ娘
  - 7thシングル。
4. 渚のはいから人魚
  - 9thシングル。初のオリコンチャート1位獲得曲。

### RECORD 2
- SIDE-A (SJV-5085)

1. 迷宮のアンドローラ
  - 10thシングル。
2. ヤマトナデシコ七変化
  - 11thシングル。
3. The Stardust Memory
  - 13thシングル。
4. 常夏娘
  - 14thシングル。

- SIDE-B(SJV-5085)

1. 魔女
  - 16thシングル。
2. なんてったってアイドル
  - 17thシングル。
3. 100%男女交際
  - 18thシングル。
4. 夜明けのMEW
  - 19thシングル。

### CD
1. 私の16才
2. 素敵なラブリーボーイ
3. ひとり街角
4. 春風の誘惑
5. まっ赤な女の子
6. 半分少女
7. 艶姿ナミダ娘
8. 渚のはいから人魚
9. 迷宮のアンドローラ
10. ヤマトナデシコ七変化
11. The Stardust Memory
12. 常夏娘
13. 魔女
14. なんてったってアイドル
15. 100%男女交際
16. 夜明けのMEW